# سهمگین‌ددان

توزیع خانواده منقرض شده سهمگین‌ددان

سهمگین‌ددان (نام علمی: Deinotheriidae) نام یک تیره از راسته خرطوم‌داران است.